# Правдивая история Красной Шапки
«Правдивая история Красной Шапки» (англ. Hoodwinked) — комедийный детективный мультфильм, трёхмерная компьютерная анимация для всех возрастов.

## Сюжет
В сказочном лесу совершается серия загадочных преступлений: неизвестный, которого журналисты уже назвали Пирожковый Вор, разоряет по очереди всех торговцев сладостями в лесу, крадя рецепты. И тут полицию вызывают на происшествие, известное из финала сказки о Красной Шапочке: Шапка, которая принесла бабуле пирожки, застаёт вместо неё переодетого Волка, Волк бросается на Шапку, но тут в окно вламывается Дровосек с топором, а в шкафу обнаруживается связанная Бабуля. На место прибывает детектив-лягушка Никки Кувыркун. Выслушав четыре истории (Шапки, Волка, Дровосека и Бабули), Кувыркуну нужно определить, что же произошло на самом деле и узнать, не имеет ли кто-нибудь из четырёх участников этой истории отношения к Пирожковому вору. Он слушает рассказы каждого из участников происшествия, и с каждым рассказом открываются всё новые загадочные факты…
Выясняется, что Красная Шапка часто работала девочкой на посылках, но всегда мечтала отправиться на поиски приключений. Волк, вместе со своим подопечным — бельчонком Дергунчиком — работает журналистом-сыщиком и также занимается поиском Пирожкового вора. Дровосек на самом деле был продавцом шницелей на палочке и мечтал стать музыкантом, но решил попробовать себя в рекламе (в роли дровосека) и по требованию режиссёра начал готовиться к роли, по-настоящему вырубая деревья, чтобы найти в себе этот образ. Бабуля — отважная спортсменка (несмотря на свой пожилой возраст), однако долго скрывала это от своей внучки Красной Шапки. Когда Шапка узнаёт правду, она бросает свою шапку и под покровом ночи покидает дом.
Сопоставив все выслушанные истории, Кувыркун наконец выясняет, что пирожковым вором был кролик, с которым как бы случайно сталкивался каждый герой. В это же время Красная Шапка, случайно проследив за вором, попадает на старую станцию в горах, где новоиспечённый злодей устроил своё логово. Встретившись с Кроликом один на один, Шапка вступает в битву с ним, но проигрывает, и Кролик раскрывает ей свой коварный план: захват рецептов был только первой фазой, на второй фазе он планирует добавить в пирожки секретный ингредиент под названием «Кроликоний», вызывающий у детей привыкание, а на третьей фазе — ликвидировать конкурентов, уничтожив почти весь лес. Шапку связывают подручные Кролика — команда злых лыжников, с которыми ранее столкнулась Бабуля на соревновании — и сажают в вагон с динамитом, который Кролик поджигает и запускает, отцепив его от тормозов.
В это время Бабуля, Дровосек и Волк тоже проникают на станцию, чтобы спасти Шапку. Бабуля настигает вагон, вовремя освобождает внучку и сбрасывает вагон с динамитом в реку. Кролик вместе с бандитами преследует их и почти настигает. Однако Шапка и Бабуля распускают свои шапки, как парашюты, и взлетают в небо, а злодеи, по инерции, въезжают в фургон полиции, и их увозят в тюрьму. В это время Волк и Дровосек находят украденные рецепты горячих пирожков на станции и возвращают их законным владельцам.
На следующий день Шапка, Бабуля и Волк поедали горячие пирожки с чаем, а Дровосек наконец-то получил роль в рекламе и, к тому же, стал успешным певцом, гастролируя вместе со своей группой «Весёлые йодлеры». Никки Кувыркун предлагает троице работать с ним в агентстве «Живите долго и счастливо!» (ЖДС), и те соглашаются. На этом мультфильм заканчивается.

## Персонажи
- Красная Шапка Па́кет — главная героиня, доставщица пирогов. Мечтает уехать из леса и отправиться в путешествие по всему миру. Имеет золотую медаль по каратэ.
- Бабуля Па́кет — бабушка Шапки, самый успешный кондитер леса. Является профессиональной спортсменкой, предпочитающей экстремальные виды спорта, но скрывает это от внучки.
- Волк — журналист-сыщик, заподозривший Шапку в связи с Пирожковым Вором и пытавшийся её поймать.
- Дергунчик — ассистент Волка, бельчонок. Отличается быстрой речью, из-за которой его порой трудно понять. Если выпьет кофе — станет ещё быстрее.
- Шерстопуз — баран, у которого Волк за деньги выведывал информацию о Красной Шапке, подозревая её в связи с Пирожковым Вором.
- Дровосек Кирк («мистер Шницель») — неудачливый актёр рекламы, параллельно продающий детям шницели на палочках.
- Кролик — главный антагонист, разговорчивый житель леса, появляется в историях по разным поводам. Главарь банды лыжников и, как впоследствии выясняется, виновник и зачинщик инцидента.
- Никки Кувыркун — проницательный детектив полиции, в прошлом танцор диско.
- Медведь Гризли — шериф полиции, вечно спешит и жаждет кого-нибудь арестовать.
- Аист Билл — офицер полиции, болтливый и безбашенный.
- Свин Нифи — один из трёх поросят из одноимённой сказки, прожорливый офицер полиции, способный легко уснуть после приёма пищи. Его братья также работают в полиции.
- Банда лыжников — экстремалы из Европы c весьма сомнительной репутацией.
- Козёл — житель горы, вынужденный всё время петь, т. к. заколдован злой ведьмой. Имеет очень много запасных рогов. В конце развозил пирожки по всему лесу.

## Роли озвучивали
- Энн Хэтэуэй — Красная Шапка
- Гленн Клоуз — Бабуля Пакет
- Джеймс Белуши — дровосек Курт
- Патрик Уорбертон — Волк
- Энтони Андерсон — аист Билл, офицер полиции
- Дэвид Огден Стайерс — Никки Кувыркун, детектив полиции
- Элвин Натаниэль (Xzibit) — медведь Гризли, шериф полиции
- Кен Марино — енот Джерри, офицер полиции
- Чезз Палминтери — баран Шерстопуз
- Энди Дик — Кролик
- Кори Эдвардс[англ.] — Дергунчик
- Бенжи Гэйтер — Козёл
- Тара Стронг — Зорра, лисица-лыжница из команды Бабули Пакет
- Том Кенни — Томми
- Джошуа Дж. Грин — ящерица Джимми, принимавший Курта на пробы «дровосека» для рекламы

## Критика и отзывы
Мультфильм получил неоднозначные отзывы критиков. На Rotten Tomatoes, мультфильм имеет 47 % одобрения, основываясь на 124 рецензиях. Консенсус сайта гласит: «Эта раздробленная сказка не обладает остроумием или качественной анимацией, чтобы конкурировать с подобными франшизами, такими как, например, „Шрек“.» На Metacritic мультфильм получила 45 баллов из 100, основанных на 29 рецензиях, указывающих на «смешанные или средние оценки».

## Продолжение
Продолжение было анонсировано в 2006 году. 29 апреля 2011 года вышло продолжение мультфильма — «Красная Шапка против зла». В российский прокат мультфильм вышел 4 августа 2011 года.